# Malte au Concours Eurovision de la chanson 2007
 Malte a choisi Olivia Lewis qui avait concouru aux 10 précédentes sélections nationales sans jamais être sélectionnée.
Le 10 mai 2007, elle ne réussit pas à se qualifier pour la finale et réalise la pire performance maltaise (25ème/28)

## Résultats de la finale
| # | Interprète(s)     | Chanson             | Votes | Place |
| - | ----------------- | ------------------- | ----- | ----- |
| 1 | Kévin Borg        | Whenever            | 4365  | 4     |
| 2 | Klinsmann Coleiro | She gives me wings  | 7550  | 3     |
| 3 | Scar              | As long as you know | 2103  | 6     |
| 4 | Olivia Lewis      | Vertigo             | 30977 | 1     |
| 5 | Pamela            | All about a life    | 3047  | 5     |
| 6 | Trilogy           | Starlight           | 7647  | 2     |